# 黃春平 (議員)
黃春平，BBS，MH，JP（1965年—），現任香港觀塘區議會委任議員、創建力量秘書長，以及為九龍社團聯會副理事長，曾任觀塘區議會秀茂坪北選區議員，以及中聯辦職員。

## 經歷
黃春平在1990年代初任新華社香港分社九龍辦事處秘書，2000年任科長，2001年任中聯辦九龍工作部宣教處副處長，2003年任九龍社團聯會副秘書長。
在2011年香港區議會選舉中，報稱「獨立人士」，選區為觀塘秀茂坪北選區。在是次選舉，黃春平打敗816票的民主黨的計明華。
| 選區     | 編號 | 政黨         | 候選人         | 票數（百分比） |
| -------- | ---- | ------------ | -------------- | -------------- |
| 秀茂坪北 | 1    | 民主黨       | 計明華         | 2,118 (41.92%) |
| 秀茂坪北 | 2    | 九龍社團聯會 | 黃春平（當選） | 2,934 (58.08%) |

在2012年1月3日出席完觀塘區議會首次會議之後，黃拒絕回答記者提問，結果被記者窮追5層樓梯，情況混亂。黃更曾經抓緊和出手推開記者的麦克风。
在2015年香港區議會選舉中，他自動當選連任，但2019年香港區議會選舉連任失敗。2024年起獲委任為觀塘區議員。

## 政治簡歷
- 1990年代：新華社香港分社九龍辦事處秘書
- 2000年初：新華社香港分社九龍辦事處科長
- 2001年：中聯辦九龍工作部宣教處副處長
- 2003年：九龍社團聯會副秘書長
- 2005年：觀塘民聯會副總幹事
- 2008年：觀塘創建聯盟主席
- 2011年：當選觀塘區議員
- 2013年：委任創建力量秘書長
- 2015年：連任觀塘區議員
- 2019年，敗給泛民主派對手鄧威文，連任失敗

## 資料來源
1. ↑  . 蘋果日報. 2017-03-23.
2. ↑  Cheng, Kris. . Hong Kong Free Press HKFP. 2015-10-14.
3. ↑  香港01, 香港選舉委員會 2021 專頁. . 香港選舉委員會 2021 專頁.
4. ↑  政情：黃春平任「創建力量」秘書長 （页面存档备份，存于），東方日報，2013年6月22日
5. ↑  前中聯辦幹部領軍「新香港人」強攻區選 （页面存档备份，存于），蘋果日報，2015年11月22日
6. ↑  共幹漂白 種票又種人 中聯辦副處長當區議員 （页面存档备份，存于），蘋果日報，2011年12月4日
7. ↑  中方身份遭踢爆後首度現身 黃春平避記者 搶咪走後門 （页面存档备份，存于），蘋果日報，2012年1月4日
8. ↑  隱形共產黨：黃春平叫記者𨋢口等 自己走後樓梯 （页面存档备份，存于），無綫新聞(YouTube)，2012年1月3日
9. ↑  . 區議會選舉 2015.   [2017-07-07].

## 外部連結
- 觀塘區議會黃春平議員資料 （页面存档备份，存于）